# UTF-8

Показано використання основних кодувань у мережі з 2001 по 2012 рік, згідно з даними компанії Google, UTF-8 обігнала всіх інших у 2008 році і досягла 50% у мережі в 2012 році.
Зверніть увагу, що в ASCII враховані вебсторінки з будь-яким оголошеним заголовком, за умови, що вони є ASCII-символами.

UTF-8 (від англ. Unicode Transformation Format — формат перетворення Юнікоду) — кодування, що реалізовує представлення Юнікоду, сумісне з 8-бітовим кодуванням тексту.
Текст, що складається тільки з символів, коди яких менші ніж 128, при записі в UTF-8 перетворюється на звичайний текст ASCII. І навпаки, в тексті UTF-8 будь-який байт із значенням менше, ніж 128 зображає символ ASCII з тим же кодом. Решта символів Юнікоду зображається послідовностями завдовжки від 2 до 6 байтів (реально тільки до 4 байтів, оскільки використання кодів більших, ніж 221 не планується), в яких перший байт завжди має вид 11xxxxxx, а решта — 10xxxxxx. Простіше кажучи, у форматі UTF-8 символи латинського алфавіту, розділові знаки і символи управління ASCII записуються кодами US-ASCII, а решта символів кодується за допомогою октетів із старшим бітом 1. В результаті, навіть якщо програма не розпізнає Юнікод, то англійська мова і розмітка все одно відображатимуться правильно.
Формат UTF-8 був винайдений 2 вересня 1992 року Кеном Томпсоном і Робом Пайком і реалізований в Plan 9. Зараз стандарт UTF-8 офіційно закріплений в документах RFC 3629 і ISO/IEC 10646 Annex D.
Символи UTF-8 виходять з Unicode таким чином:
| Unicode                 | UTF-8                               |
| 0x00000000 — 0x0000007F | 0xxxxxxx                            |
| 0x00000080 — 0x000007FF | 110xxxxx 10xxxxxx                   |
| 0x00000800 — 0x0000FFFF | 1110xxxx 10xxxxxx 10xxxxxx          |
| 0x00010000 — 0x001FFFFF | 11110xxx 10xxxxxx 10xxxxxx 10xxxxxx |

Також теоретично можливі, але не включені в стандарти:
| Unicode                 | UTF-8                                                 |
| 0x00200000 — 0x03FFFFFF | 111110xx 10xxxxxx 10xxxxxx 10xxxxxx 10xxxxxx          |
| 0x04000000 — 0x7FFFFFFF | 1111110x 10xxxxxx 10xxxxxx 10xxxxxx 10xxxxxx 10xxxxxx |

Зауваження: Символи, закодовані в UTF-8, можуть бути завдовжки до шести байтів, проте стандарт Unicode не визначає символів вище 0x10ffff, тому символи Unicode можуть мати максимальний розмір в 4 байти в UTF-8.